# The Coming
The Coming es el primer álbum en solitario del rapero Busta Rhymes, de 1996, tras abandonar el grupo Leaders of the New School.

## Lista de canciones
1. "The Coming" (Intro)
2. "Do My Thing"
3. "Everything Remains Raw"
4. "Abandon Ship"
5. "Woo Hah!! Got You All In Check" con Rampage
6. "It's A Party" con Zhane
7. "Hot Fudge"
8. "Ill Vibe"
9. "Flipmode Squad Meets Def Squad" (con Def Squad: Redman, Erick Sermon, & Keith Murray).
10. "Still Shining"
11. "Keep It Movin'" con Leaders of the New School
12. "The Finish Line"
13. "The End Of The World" (Outro)

- Datos: Q1930178